# Triangulação
A triangulação quando três forças que se exercem sobre um ponto (podendo ser representadas por um triângulo). Se as forças estão em equilibrio aumenta a capacidade de resistência a qualquer força externa. Cada lado do triângulo funciona como uma escora travando a deformação da estrutura.
Todas as outras formas rectangulares podem ser reforçadas com barras colocadas entre vértices opostos, na diagonal, incorporando tantos elementos quanto os necessários, em forma triangular.